# Матросов, Иван Константинович
Ива́н Константи́нович Матро́сов (16 [28] июня 1886, Малые Соли, Костромская губерния — 30 октября 1965, Москва) — советский изобретатель систем железнодорожных автоматических тормозов.

## Биография
Родился 16 (28 июня) 1886 года в селе Малые Соли (ныне Некрасовский район, Ярославская область) в семье сапожника. Работал слесарем, затем машинистом поезда в депо Рыбинск (1905—1916), после окончания соответствующего училища в Петрограде — техником путей сообщения на СЗЖД (с 1922 года).
В 1926 году Матросов разработал тормоз для грузовых поездов (тормоз Матросова), который за счёт резкого сокращения тормозного пути позволил значительно увеличить вес и длину состава, скорость и безопасность движения. Продвижение тормоза в СССР поначалу встречало бюрократические преграды в НКПС, и Матросов пошёл на продажу изобретения американской фирме «Френкель» за 250 тысяч долларов. Советские власти осудили этот поступок; одновременно была раскритикована работа НКПС и в 1931 году тормоз был принят в качестве типового, вытеснив ручное торможение. В 1935 году Матросов реконструировал тормоз для поездов метрополитена, а в 1945 году — для пассажирских поездов.
Матросов изобрёл ряд узлов для тормозных систем: концевой кран клапанного типа (1935), двухрежимный регулятор давления в главном резервуаре тормозной системы поезда (1944, совместно с Е. В. Клыковым), кран машиниста и др. В 1953 году Матросов создал электропневматический тормоз для грузовых поездов, который в 1955—1956 годах усовершенствовал с учётом конкретных условий эксплуатации подвижного состава.
Умер 30 октября 1965 года. Похоронен в Москве на Новодевичьем кладбище (участок № 6).

## Награды, звание и память

Могила Матросова на Новодевичьем кладбище Москвы.

- Сталинская премия II степени (14 марта 1941) — за изобретение тормоза и концевого крана[7]
- орден Ленина (17 мая 1931) — за особо выдающиеся заслуги в области улучшения работы железнодорожного транспорта
- орден Трудового Красного Знамени
- орден Красной Звезды
- медали.[3]

С 1945 года — генерал-директор тяги 3-го ранга.
С 1980-х годов его имя носит улица в посёлке городского типа Некрасовское.

## Основные работы
- Новый усовершенствованный тормоз // В бой за технику, 1937, № 10.
- Тормозной кран машиниста // Железнодорожный транспорт, 1944, № 5—6.
- Автотормоза. Устройство, управление, обслуживание и ремонт, 4 изд. — М., 1951 (соавтор).

## Патенты на изобретения автотормоза
| Название                                                                  | Год  | Номер документа |
| ------------------------------------------------------------------------- | ---- | --------------- |
| Электропневматический тормоз                                              | 1936 | SU 52872А1      |
| Пневматический тормоз                                                     | 1937 | SU 56056А1      |
| Воздухораспределитель                                                     | 1942 | SU 67429А1      |
| Автоматический прямодействующий тормоз                                    | 1946 | SU 77313А1      |
| Автоматический воздушный тормоз прямого действия                          | 1946 | SU 77314А1      |
| Воздухораспределитель системы Матросова                                   | 1946 | SU 77315А1      |
| Воздухораспределитель                                                     | 1948 | SU 81255А1      |
| Воздухораспределитель системы Матросова для метрополитена                 | 1948 | SU 70065А1      |
| Электропневматический тормоз с воздухораспределителем системы Матросова   | 1951 | SU 94827А1      |
| Воздухораспределитель автоматического воздушного тормоза прямого действия | 1956 | SU 106881А1     |
| Воздухораспределитель                                                     | 1958 | SU 116389А1     |